# Basilika Santa Chiara (Assisi)

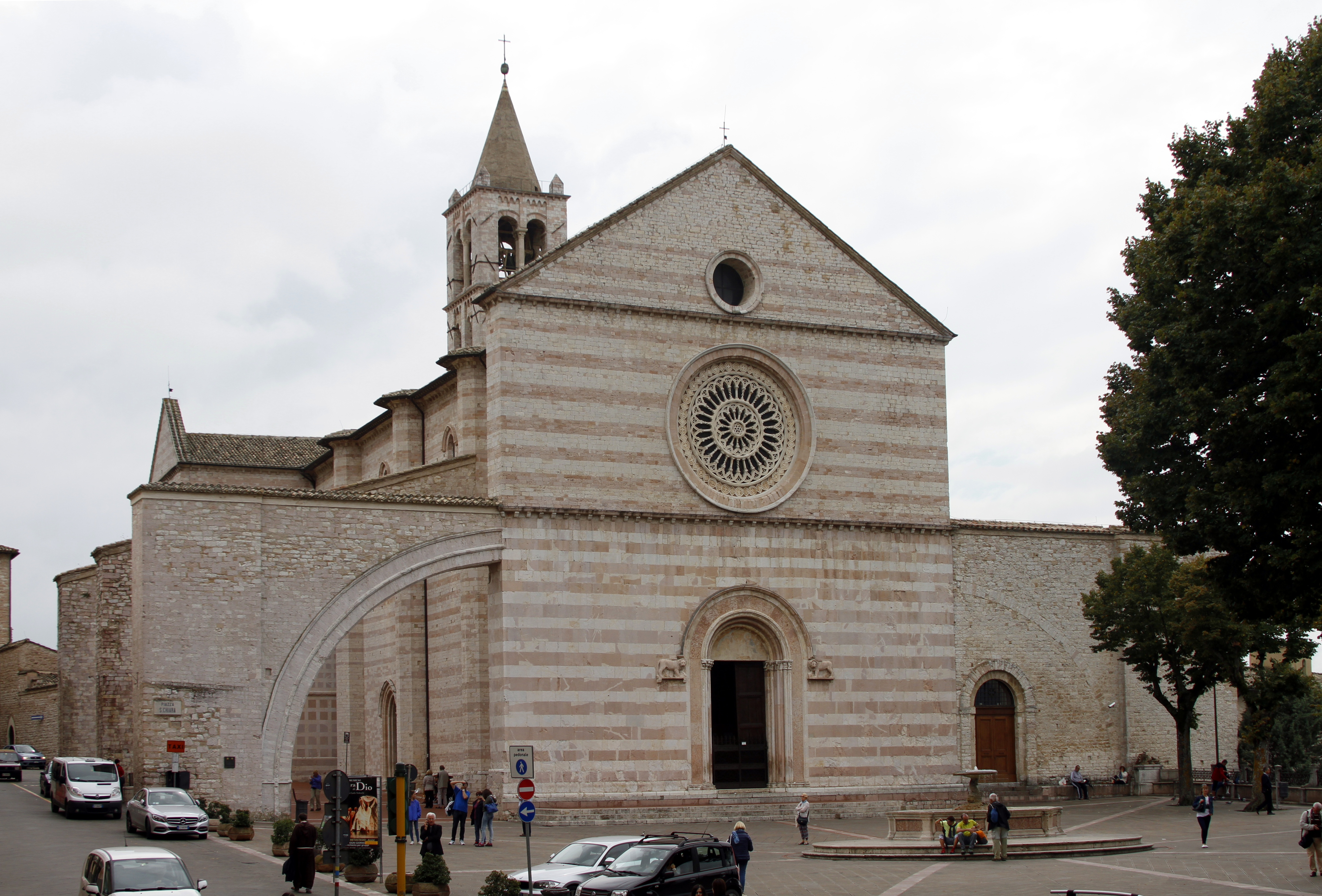
Basilika Santa Chiara

Die Basilika Santa Chiara ist eine Kirche in Assisi, in Umbrien, Italien, und der heiligen Klara von Assisi geweiht.
Die Errichtung der Kirche und des danebenliegenden Klosters begann im Jahr 1257, vier Jahre nach dem Tod der heiligen Klara und zwei Jahre nach ihrer Heiligsprechung. Bis dahin hatten die Nonnen im Kloster von San Damiano gewohnt.
An der Stelle der Kirche stand die vormalige Kirche San Giorgio, die die Gebeine des heiligen Franz von Assisi enthielt, bis diese im Jahr 1230 in die Basilika San Francesco überführt worden waren. Den Titel Basilica minor erhielt die Kirche am 9. August 1912 durch Papst Pius X.

## Außenbereich
Die Kirche ist im typischen rosa Stein erbaut, der vom Monte Subasio stammt, dem Berg, an dessen Hängen Assisi schon seit römischer Zeit gebaut ist. Außen sind rot-weiße Streifen zu sehen, starke Bögen stützen die Seitenwände. Stilistisch ist der Bau der italienischen Gotik zuzuordnen.
Im Turm hängt ein Geläut aus sechs Glocken, deren größte aus dem 16. Jahrhundert stammt.

## Innenraum
Das Kirchenschiff läuft auf eine polygonale Apsis zu. Die Kreuzeskapelle und Sakramentskapelle an der rechten Seite gehörten noch zur vormaligen Kirche San Giorgio, in der Papst Gregor IX. Franziskus im Jahre 1228 heiliggesprochen hatte.

Kreuz, von dem herab Franziskus den Auftrag vernahm

Das Holzkreuz aus der Kapelle ist jenes Kreuz von San Damiano, von dem herab Christus zu Franziskus gesprochen haben soll: „Geh, bau meine Kirche wieder auf“. Auch heute werden dort noch Reliquien des Heiligen und der hl. Klara aufbewahrt.
Die anschließende Kapelle enthält Fresken von Puccio Capanna (1340–1346): Thronende Madonna mit Jesuskind, der hl. Klara, Johannes dem Täufer, dem Erzengel Michael und dem hl. Franz, außerdem noch andere Fresken aus der Schule von Giotto di Bondone und Ambrogio Lorenzetti.
Auf der anderen Seite sind vom unbekannten Meister von Santa Chiara (Maestro di Santa Chiara) aus dem späten 13. Jahrhundert und einem Meister aus dem frühen 14. Jahrhundert (Maestro Espressionista di Santa Chiara) Szenen aus dem Leben der hl. Klara und biblische Szenen dargestellt. Auch das Kruzifix stammt vom unbekannten Meister (1280–1290).
Zwölf Säulen aus dem 14. Jahrhundert umschließen den Hauptaltar.
Die Krypta wurde zwischen 1850 und 1872 gebaut. Sie wurde im neugotischen Stil 1935 restauriert und enthält die Gebeine der heiligen Klara, die 1850 entdeckt wurden.